# الهيئة المستقلة للانتخاب (الأردن)
تم تأسيس الهيئة المستقلة للانتخاب في الأردن بموجب القانون رقم (11) لعام 2012 ، وهي هيئة مستقلة تتمتع بشخصية اعتبارية وباستقلال مالي وإداري، مهمتها الاشراف على العملية الانتخابية النيابية وادارتها في كل مراحلها، وعلى أي انتخابات أخرى يقررها مجلس الوزراء، وعلى الهيئة ان تتخذ القرارات والإجراءات اللازمة لتمكينها من إدارة وتنفيذ انتخابات نزيهة، حيادية وشفافة تستند على مبادئ العدالة والمساواة وتكافؤ الفرص وسيادة القانون.
تم تأسيس الهيئة عمليا للاشراف على انتخابات مجلس النواب لعام 2012 في الأردن وتم تعيين السياسي الأردني عبد الإله الخطيب رئيسا لها
صدرت الإرادة الملكية السامية بتاريخ 2013/05/24 بقبول استقالة رئيس مجلس مفوضي الهيئة المستقلة للانتخاب عبد الإله الخطيب، ليعتبر الأستاذ رياض الشكعة رئيسا للهيئة بالإنابة.
صدرت الإرادة الملكية السامية بتاريخ 2014/04/23 بقبول استقالة السيد رياض الشكعة، والسيد محمد العلاونة، والسيد عاطف البطوش، والسيد عيد جويعد من عضوية مجلس مفوضي الهيئة المستقلة للانتخاب.
ومن ثم صدرت الإرادة الملكية السامية بتاريخ 2014/04/24، بمقتضى المادة 6 من قانون الهيئة المستقلة للانتخاب رقم 11 لسنة 2012، بتعيين مجلس مفوضي الهيئة المستقلة للانتخاب، من الذوات التالية أسماؤهم:
السيد رياض الشكعة / رئيساً
السيدة أسمى خضر / عضواً
الدكتور محمد المصالحة / عضواً
السيدة سمر الحاج حسن / عضواً
الدكتور علي الهروط / عضواً
وعقد مجلس مفوضي الهيئة المستقلة للانتخاب في 2014/05/19 جلسة برئاسة رياض الشكعة رئيس الهيئة؛ انتخب فيها المفوضة أسمى خضر نائبا لرئيس الهيئة المستقلة للانتخاب، وذلك تطبيقا لأحكام المادة (6، ج) من قانون الهيئة

## الجهاز التنظيمي
تتكون الهيئة من
- مجلس المفوضين
- الجهاز التنفيذي

### مجلس المفوضين
صدرت الإرادة الملكية السامية بمقتضى المادة (6) من قانون الهيئة المستقلة للانتخاب رقم (11) لسنة 2012 بتعيين مجلس مفوضي الهيئة المستقلة للانتخاب من الذوات التالية أسماؤهم، اعتبارا من تاريخ 5 نيسان 2022:
- معالي المهندس موسى حابس موسى المعايطة، رئيسا.
- عطوفة الدكتورة عبير بشير سويلم الدبابنة، عضوا.
- عطوفة السيد عمار أحمد عبد الرحيم الحسيني، عضوا.
- عطوفة السيد جهاد فواز عوده المومني، عضوا.
- عطوفة الدكتور رائد سامي عفاش العدوان، عضوا.

### الجهاز التنفيذي
يعتبر الجهاز الإداري للهيئة والذي يرأسه الأمين العام، الذراع التنفيذي للمجلس والذي يتولى إعداد وتنفيذ الخطط والبرامج والإجراءات اللازمة لتحقيق أهداف الهيئة وتطويرها. يتألف الجهاز التنفيذي من الوحدات والدوائر التالية:
- مديرية العمليات الانتخابية:
- مديرية الاتصال والإعلام والتوعية
- مديريـــة السياسات والتطوير المؤسسي:
- مديرية أنظمة المعلومات
- مديريـــة الشؤون الإدارية والموارد البشرية،
- مديرية الشؤون المالية
- وحدة الاحزاب
- وحدة تمكين المرأة
- وحدة ادارة المشاريع والتعاون الدولي

- وحدة الشؤون القانونية
- وحدة الرقابة الداخلية
- المعهد الانتخابي الاردني

## رؤساء الهيئة
- عبد الإله الخطيب، 2012-2013
- رياض عادل الشكعة، 2014-2016
- خالد الكلالدة، 2016-2022
- موسى المعايطة، 2022-

## البطاقة الانتخابية
وتم فتح مراكز في كافة انحاء المملكة لإصدار البطاقة الانتخابية التي ستحل بدلا من استخدام البطاقة الشخصية التي كانت الإثبات الرسمي في السنوات السابقة والتي كان فيها نوعا من العشوائية 

## استلام البطاقة الانتخابية
وفرت الهيئة المستقلة للانتخاب بالتعاون مع دائرة الأحوال المدنية والجوازات (78) مركزاً مجهز لإصدار وتسليم البطاقة الانتخابية منتشرة في كافة مناطق المملكة، وتسهيلا على المواطنين فقد تم تجهيز هذه المراكز وربطها إلكترونياً بحيث يمكن لاي مواطن تنطبق عليه شروط الانتخاب استخراج البطاقة من أي مركز، 
كما تم افتتاح مراكز في الجامعات مثل جامعة العلوم والتكنولوجيا في عمادة شؤون الطلبة

## وصلات خارجية
- الموقع الرسمي للهيئة
- الهيكل التنظيمي للهيئة
- قانون الهيئة المستقلة لانتخابات pdf